# آرئویک تسرونیان
آرئویک وارطانی تسرونیان (ارمنی: Արևիկ Վարդանի Ծերունյան؛ زادهٔ ۶ اوت ۱۹۸۷) نقاش و تاریخ‌نگار هنر اهل ارمنستان-ایالات متحده آمریکا است.

## زندگی‌نامه
وی در ۶ اوت ۱۹۸۷ در ایروان به دنیا آمد و از دانشگاه دولتی زبان‌ها و علوم اجتماعی بروسوف ایروان، آکادمی دولتی هنرهای زیبای ارمنستان و دانشگاه تافتس فارغ‌التحصیل گشت.  وی هم‌اکنون در ایالات متحده آمریکا اقامت دارد.
در مه ۲۰۱۸ تسرونیان، به عنوان بخشی از مراسم بزرگداشت نسل‌کشی ارمنی‌ها نمایش انفرادی در مؤسسه فناوری ماساچوست داشت. در ژوئیه ۲۰۱۸ تسرونیان به همراه سه هنرمند زن ارمنی دیگر در نمایش «Resistance and Resiliency» شرکت کرد.